# Beastie Boys
Beastie Boys là ban nhạc hip hop người Mỹ được thành lập tại New York vào năm 1981. Ban nhạc bao gồm 3 thành viên chính là Michael "Mike D" Diamond (hát, trống), Adam "MCA" Yauch (hát, bass) và Adam "Ad-Rock" Horovitz (hát, guitar).
Được hình thành trong làn sóng hardcore punk cuối thập niên 1970, Diamond (hát), John Berry (guitar), Yauch (bass) cùng Kate Schellenbach (trống) đã lập nên nhóm The Young Aborigines vào năm 1978, thu âm cassette New York Thrash trong đó có 2 ca khúc sau này được cho vào album EP đầu tay của họ Polly Wog Stew (1982). Berry không lâu sau đó rời nhóm, và Horovitz tới thay thế. Sau khi có được chút thành công với dòng nhạc experimental hip hop với đĩa đơn "Cooky Puss", Beastie Boys quyết định chuyển hoàn toàn sang dòng nhạc này và Schellenbach rời nhóm. Họ đi tour cùng Madonna vào năm 1985 và cho ra mắt album đầu tay Licensed to Ill.
Với 26 triệu đĩa bán tại Mỹ và hơn 50 triệu đĩa trên toàn thế giới, Beastie Boys chính là ban nhạc rap thành công nhất lịch sử kể từ khi bảng xếp hạng Billboard được thành lập vào năm 1991. Sự nghiệp kéo dài từ năm 1986 tới 2004 đánh dấu nhiều cột mốc đáng nhớ. Tới năm 2009, họ cho phát hành ấn bản Deluxe cho các album Paul's Boutique, Check Your Head, Ill Communication và Hello Nasty. Album phòng thu thứ 8 của họ, Hot Sauce Committee Part Two, được phát hành vào năm 2011 với nhiều đánh giá tích cực.. Họ có tên trong Đại sảnh Danh vọng Rock and Roll vào tháng 4 năm 2012 với đề tựa "ban nhạc rap thứ 3 sau Run–D.M.C. (2009) và Grandmaster Flash and the Furious Five (2007)." Chỉ 1 tháng sau, MCA qua đời vì ung thư vòm họng. Tháng 4 năm 2014, Mike D và AD-Rock tuyên bố dừng mọi hoạt động của Beastie Boys để tri ân MCA.

## Danh sách đĩa nhạc
Album phòng thu
- Licensed to Ill (1986)
- Paul's Boutique (1989)
- Check Your Head (1992)
- Ill Communication (1994)
- Hello Nasty (1998)
- To the 5 Boroughs (2004)
- The Mix-Up (2007)
- Hot Sauce Committee Part Two (2011)

## Tour
- Licensed to Ill Tour (1987) (cùng Public Enemy)
- Together Forever Tour (1987) (cùng Run-D.M.C.)
- Check Your Head Tour (1992) (cùng Cypress Hill)
- Ill Communication Tour (1994–1995)
- In The Round Tour (1998–1999) (cùng A Tribe Called Quest)
- To the 5 Boroughs Tour (2004)
- The Mix-Up Tour (2007–2008)

Hỗ trợ
- The Virgin Tour (1985) (Madonna)
- Raising Hell Tour (1986) (Run-D.M.C.)

## Phim
- Krush Groove (1985)
- Tougher Than Leather (1988)
- Awesome; I Fuckin' Shot That! (2006)
- Fight for Your Right Revisited (2011)
- Futurama episode Hell Is Other Robots (1999)